# فرودگاه کورتنی
فرودگاه کورتنی (به انگلیسی: Courtenay (Smit Field) Airport) یک فرودگاه خصوصی است که یک باند فرود چمن دارد و طول باند آن ۷۳۲ متر است. این فرودگاه در کشور کانادا قرار دارد و در ارتفاع ۱۵۲ متری از سطح دریا واقع شده‌است.